# عادل باناعمة
عادل باناعمة (15 يناير 1974 -) هوأستاذ جامعي بجامعة أم القرى، ومعدّ ومقدّم برامج سعودي.

## حياته ونشأته
عادل بن أحمد بن سالم باناعمة، ولد في مدينة جدة في 15 يناير عام 1974، أتم المرحلة الجامعية ( بكالوريوس ) من جامعة أم القرى ـ كلية اللغة العربية ـ قسم اللغة والنحو و الصرف عام 1412هـ بتقدير ممتاز، الماجستير من كلية اللغة العربية بجامعة أم القرى في 13/1/1422هـ – الموافق 7/4/2001م بتقدير ممتاز، وعنوان الرسالة : " شرح المفضليات لأبي علي المرزوقي ـ القسم الثاني ـ تحقيق ودراسة "  بتقدير ممتاز مع مرتبة الشرف الأولى .
عنوان رسالة الماجستير: بناء الجملة عند مصطفى صادق الرافعي من خلال كتابه أوراق الورد.عنوان رسالة الدكتوراه: «شرح المفضليات لأبي علي المرزوقي ـ القسم الثاني ـ تحقيق ودراسة».
وقد حصل على الدرجة في كليهما بتقدير ممتاز مع مرتبة الشرف.

## أعماله ومناصبه
- عضو هيئة التدريس بجامعة أم القرى ـ كلية اللغة العربية ـ قسم اللغة والنحو والصرف.
- عميد معهد تعليم اللغة العربية للناطقين بغيرها بجامعة أم القرى (1430-1437هـ).
- عميد شؤون المكتبات بجامعة أم القرى (1438-الآن)
- عضو مجلس إدارة نادي جدة الأدبي (1435-1438هـ).
- عضو الجمعية العمومية لنادي جدة الأدبي.
- إمام وخطيب جامع محمد الفاتح بجدة (1416هـ - الآن).
- عضو رابطة الأدب الإسلامي العالمية.
- عضو منتدى الكلمة الإعلامي السعودي سابقاً.
- محرر بملحق الرسالة بجريدة المدينة السعودية سابقاً.
- رئيس القسم الإسلامي بجريدة البلاد السعودية سابقاً.
- رئيس تحرير مجلة (الجسور) الشهرية الثقافية سابقاً.
- عضو جمعية فضيلة ضد الفساد في القنوات الفضائية.
- رئيس قطاع جنوب جدة بالجمعية الخيرية لتحفيظ القرآن الكريم بجدة سابقاً.

## الشهادات والدورات والإجازات
- برنامج الدراسة العملية للشارة الخشبية من جمعية الكشافة العربية السعودية.
- ممارس متقدم في علم البرمجة اللغوية العصبية برمجة لغوية عصبية من الاتحاد العالمي للبرمجة اللغوية العصبية (INLPTA).
- شهاداتٌ ودورات متعدّدةٌ في الحاسب الآلي.
- إجازةٌ في كتاب الشمائل المحمديةِ من الشيخ أبي الزاهد محمد سرفراز خان.
- إجازة في الصحيحين والسنن الأربعة والموطأ ومسند أحمد ومسانيد أبي داود الطيالسي والحميدي وأبي يعلى الموصلي وعبد بن حميد والبزار، والسنن للدارمي، والسنن الكبرى للنسائي، وسنن الدارقطني، وسنن سعيد بن منصور، ومصنفي عبد الرزاق وابن أبي شيبة وصحيحي ابن خزيمة وابن حبان والمستدرك للحاكم وغيره امن دوواوين الحديث من الشيخ محمد الحسن ولد الددو.
- دورة المقدّم المخرج في التقديم التلفزيوني، مع الدكتور ماجد عبد الله.
- دورة مهارات الحوار التلفزيوني مع الأستاذ أحمد منصور- معهد الجزيرة للتدريب.
- دورة مهارات تركيز الصوت، مع الأستاذ أحمد قرقناوي.
- دورة الاتجاهات الحديثة في التحرير الصحفي مع الدكتور عبد القادر طاش.
- دورة فنون ومهارات الكتابة والتحليل الصحفي مع الأستاذ ياسر الزعاترة.
- دورات إدارية وتطويرية متعددة: التخطيط الاستراتيجي، الأنماط الشخصية، تخطيط وقياس فعالية الأداء، الإنتاجية، وغيرها.
- قراءة أجزاء من القرآن بقراءات متعددة على أصحاب الفضيلة المشايخ: د.أيمن رشدي سويد، د.عبد الرحيم نبولسي، د.أشرف عبد القادر، الشيخ سعيد العبد لله، د.علي بادحدح.

## المشاركات الأدبية والثقافية[3]
- نشرالعديد من المقالات في الصحف والمجلات السعودية والعربية والمواقع الشهيرة، ومن بينها سلسلة مقالات أسبوعية كانت تنشر في جريدة البلاد تحت عنوان «أما قبل».
ومن أشهر المقالات:
- صواريخ المقاومة الفلسطينية.. قراءة عقلانية
- الكاوست وهولوكوست الصحافة السعودية:
- يومنا الوطني وغزة والفئة الفالّة:
- القرارات الملكية والإصلاح:

نشر العديد من القصائد في المجلات والصحف، واختيرت قصيدته: (يافتى غزة) ضمن مختارات البابطين للقصائد التي قيلت في مقتل الطفل الفلسطيني محمد الدرة.
- المشاركات التلفزيونية:
- إعداد وتقديم برنامج (مفاهيم) مع الشيخ محمد الحسن الددو على قناة فورشباب، ودليل، وغيرهما، طوال سبع سنواتٍ (1430-1436).
- إعداد وتقديم برنامج (فقه العصر) مع الشيخ محمد الحسن الددو. على قناة اقرأ (1429)
- إعداد وتقديم برنامج (معالم) مع الشيخ محمد الحسن الددو على عددٍ كبير من القنوات. (1437-الآن).
- إعداد وتقديم برنامج فقهاء أدباء على قناة دليل
- إعداد وتقديم برنامج قليلاً من الأدب على قناة دليل
- إعداد وتقديم برنامج أشواق على قناة الرسالة
- تتضمن قناته على اليوتيوب معظم البرامج والحلقات التلفازية:

## مؤلفاته
- • قليلاً من الأدب

- • دعوة إلى الفرح ، ثورة على مذهب المتنبي . • فقه العصر ، المجموعة الأولى . ويتضمّن خمس حلقات محررة ومهذبة من برنامج فقه العصر .